# Calypogeiaceae
Calypogeiaceae ist eine Familie von Lebermoosen aus der Ordnung Jungermanniales.

## Merkmale
Die Calypogeiaceae gehören zur Gruppe der beblätterten Lebermoose.
Es sind kleine bis mittelgroße, niederliegende bis teilweise aufsteigende Pflanzen, die nicht oder wenig verzweigt sind. Stolonen fehlen. Die Stämmchen besitzen ganzrandige, zum Teil zweispitzige Flankenblätter. Die Blattstellung ist oberschlächtig, das heißt, der obere Rand eines Blattes überdeckt den unteren Rand des nächsten Blattes. Die Blattzellen sind relativ groß, dünnwandig und besitzen 2 bis 13 traubenförmige, in der Regel farblose Ölkörper. Unterblätter sind bei diesen Pflanzen vorhanden, sie sind ungeteilt oder zweilappig und besitzen an ihrer Basis ein kleinzelliges Rhizoidinitialenfeld, dem oft zahlreiche Rhizoiden entspringen.
Gametangienstände befinden sich an kurzen Ästen, die in den Achseln der Unterblätter stehen. Anstelle eines Perianths wird ein Marsupium gebildet, dies ist ein in das Substrat eingesenkter sackartiger Archegonienbehälter, der den jungen Sporogon einhüllt. Die Sporenkapsel ist zylindrisch bis eiförmig. Oft werden an aufwärts gerichteten Triebspitzen Brutkörper gebildet, diese dienen der vegetativen Vermehrung.

## Systematik
Weltweit umfasst die Familie etwa 50 Arten in den folgenden 4 Gattungen:
- Calypogeia mit etwa 35 Arten
- Eocalypogeia, 2 Arten
- Metacalypogeia, 2 Arten
- Mnioloma, zirka 11 Arten

In Europa ist nur die Gattung Calypogeia mit 9 Arten vertreten. Artenliste der europäischen Arten (Auswahl):
- Calypogeia arguta
- Calypogeia azurea
- Calypogeia fissa
- Calypogeia integristipula
- Calypogeia muelleriana
- Calypogeia neesiana
- Calypogeia sphagnicola
- Calypogeia suecica